# 裾花口駅
裾花口駅（すそばなぐちえき）は、かつて長野県長野市入山にあった善光寺白馬電鉄の駅（廃駅）である。同線の廃止に伴い廃駅となった。
かつては日本国有鉄道大糸線信濃四ツ谷駅（現：JR東日本大糸線白馬駅）まで延伸する計画もあったが太平洋戦争による休止に加え莫大な工費がかかることや延伸先に裾花ダムが建設されたことにより断念された。

## 歴史
- 1942年（昭和17年）12月17日：善光寺温泉 - 当駅間の開通により開業。
- 1944年（昭和19年）1月10日：善光寺白馬電鉄の休線により休止。
- 1969年（昭和44年）7月9日：善光寺白馬電鉄の廃線により廃止。

## 駅構造
2面2線のホームを持つ地上駅であった。

## 駅周辺
- 裾花川
  - 湯の瀬ダム
  - 裾花ダム
  - 芋井発電所跡

## 駅跡地

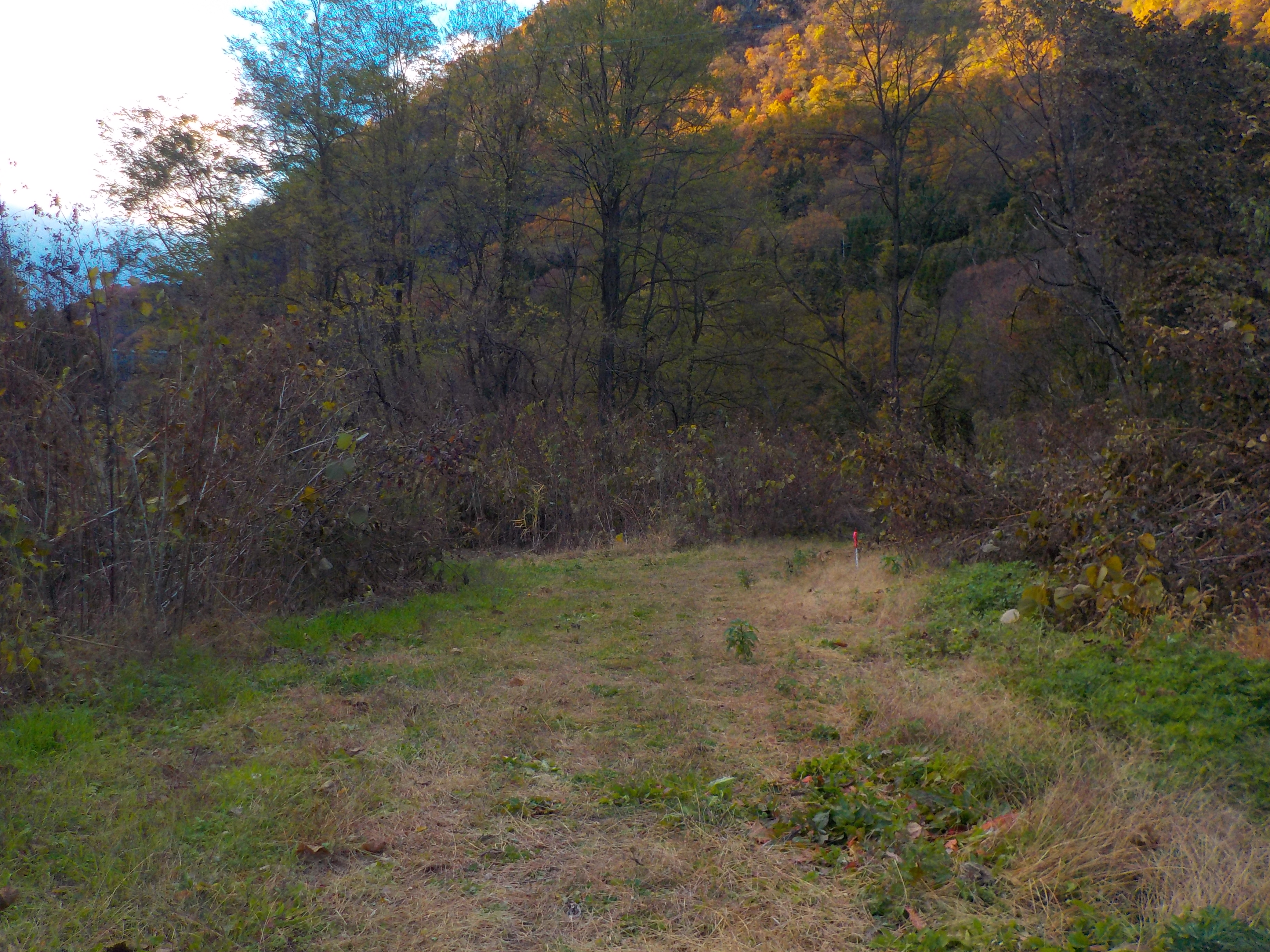
駅跡（2021年11月）

草むらとなっており、駅があった面影は残っていない。

## 隣の駅
善光寺白馬電鉄
善光寺温泉駅 - 裾花口駅